# Утая
Утая (якут. Утайа) — эвенское село в Верхнеколымском районе Якутии. Административный центр и единственный населённый пункт Утаинского наслега.

## Этимология
Название села переводится с эвенского языка как чёрный камень.

## География
Село находится в предгорьях хребта Арга-Тас, на правом берегу реки Силяп (правый приток реки Ожогина), на расстоянии 170 км от посёлка городского типа Зырянка, административного центра района. Самый отдалённый и труднодоступный населённый пункт района.

## История
Раньше Утая являлось промежуточной базой оленеводов и получило статус населённого пункта указом Президиума Верховного Совета Якутской АССР от 24 июля 1987 года.

## Население
| 2002 | 2010 | 2012 | 2013 | 2014 | 2015 | 2016 |
| ---- | ---- | ---- | ---- | ---- | ---- | ---- |
| 112  | ↘98  | ↘97  | ↘94  | →94  | ↘92  | ↗95  |
| 2017 | 2018 | 2019 | 2020 | 2021 |      |      |
| ↗98  | ↘96  | ↗99  | ↗101 | ↗117 |      |      |

## Улицы
- ул. Никулина,
- ул. Набережная,
- ул. Центральная.

## Экономика
Основное занятие населения — оленеводство, которым занимаются четыре кочевых родовых общины, пасущие 1400 оленей: «Утая», «Оралчинмай», «Дилки» и «Тибик».

## Инфраструктура
В селе функционируют ясли-сад, школа, клуб, фельдшерский пункт, дизельная электростанция, магазин-склад, библиотека. В домах печное отопление.